# مارلين (مغني)
مارلين (بالإنجليزية: Marilyn)‏ هو مغني ومغن مؤلف بريطاني، ولد في 3 نوفمبر 1962 في كينغستون في جامايكا.

## وصلات خارجية
- مارلين على موقع IMDb (الإنجليزية)
- مارلين على موقع ميوزك برينز (الإنجليزية)
- مارلين على موقع ديسكوغز (الإنجليزية)